# سكينة بنت بهاء الدولة
سكينة بنت بهاء الدولة أميرة بويهية، أصبحت زوجة للخليفة العباسي القادر بالله .

## حياتها وزواجها
الأميرة سكينة هي ابنة بهاء الدولة أبو نصر فيروز بن عضد الدولة البويهي حاكم الدولة البويهية في إيران والعراق؛ حيث كان الخلفاء العباسيين أنذاك في طور الضعف بعد أن تسلم الأمراء البويهيين مهام السلطة الفعلية، لذا تم ترتيب زواج سياسي للأميرة سكينة من الخليفة العباسي  القادر بالله ، وذلك في ذي الحجة سنة 383 هـ ،وقيل سنة 382 هـ ، وكان صداقها مائة ألف دينار وكان وكيل أبيها في التزويج نقيب الطالبيين الشريف أبو أحمد الحسين بن موسى الموسوي والد الشريف الرضي، وقد خطب خطبة التزويج الكاتب والشاعر أبو الحسن البتي، لكن الأميرة سكينة توفيت قبل أن يدخل بها الخليفة.

## وصلات خارجية
سيدات البلاط العباسي.مصطفى جواد